# Ponte a Tressa
Ponte a Tressa è una frazione del comune italiano di Monteroni d'Arbia, nella provincia di Siena, in Toscana.
La popolazione residente è di circa 1 300 abitanti.

## Geografia fisica
Frazione sorta nel Medioevo nel punto in cui il torrente Tressa si immette nell'Arbia, è oggi un importante centro del comune di Monteroni, nonché frazione più popolosa. Il ponte sul torrente Tressa posto all'inizio del paese segna il confine tra le amministrazioni comunali di Monteroni d'Arbia e Siena, città da cui Ponte a Tressa dista circa 7 km.

## Storia
Nominato per la prima volta in una bolla di papa Clemente III inviata il 20 aprile 1189 a Bono, vescovo di Siena, in riferimento ad una chiesa intitolata a Sant'Angelo, il piccolo borgo aveva come nucleo un ospedale per pellegrini risalente al 1215. Sullo stesso luogo fu costruita nel 1422 per volere del Comune di Siena la chiesa di Santa Maria del Ponte, o Madonna del Ponte.

## Monumenti e luoghi d'interesse
- Chiesa di San Michele arcangelo[3], chiesa parrocchiale di Ponte a Tressa, posizionata lungo la Via Cassia, un tempo chiesa della Madonna del Ponte.
- Chiesa di Sant'Angelo, in località Ponzano.

## Infrastrutture e trasporti
La frazione è servita da una propria stazione ferroviaria, la stazione di Ponte a Tressa, posizionata lungo la ferrovia Grosseto-Siena che collega i due capoluoghi toscani.